# Apogonia nigripennis
Apogonia nigripennis är en skalbaggsart som beskrevs av Moser 1924. Apogonia nigripennis ingår i släktet Apogonia och familjen Melolonthidae. Inga underarter finns listade i Catalogue of Life.